# الفيلق البارثي الأول
الفيلق البارثي الأول (باللاتينيّة: Legio I Parthica، نقحرة: ليجيو بريما بارثيكا، حرفيًا: الفيلق الأول لغزو البارثيين) هو أحد الفيالق التي كانت تابعة للجيش الروماني الإمبراطوري. تأسس عام 197 بسبب الحملة التي قادها الإمبراطور الروماني سيبتيموس سيفيروس ضد الإمبراطوريّة الفرثيّة في بلاد فارس، ومن هنا أتت سمة بارثيكا. كما تأسس فيلقان آخران لنفس المهمّة، وهما الفيلق البارثي الثاني والفيلق البارثي الثالث.
ظل هذا الفيلق، كما هو الحال بالنسبة للفيلق الثالث، فعّالاً في مقاطعات رومانيّة شرقيّة حتى أوائل القرن الخامس، بعكس الفيلق الثاني الذي كان متنقلاً أيضًا في المقاطعات الغربيّة. ولقد اتخذ من عدّة مناطق معسكرًا خاصًا به (كاسترا)، فكانت سنغارا في بلاد الرافدين أولى المعسكرات (197-360)، ثم نصيبين في بلاد الرافدين (360-363)، ثم كونستانتينا في الرها (363–القرن الخامس). كما تم إرسال الجنود التابعين له إلى مقاطعات رومانيّة في ليقيا وقيليقية وبرقة.
يُشار إلى أن القنطور كان رمزًا لهذا الفيلق.

## الحملات
- حملة كاراكلا الساسانيّة (217م) [3]

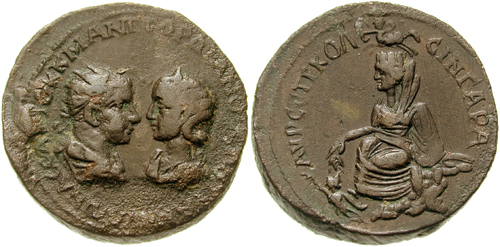
عملة رومانيّة في سنغارا، منقوش عليها صورة الإمبراطور الروماني غورديان الثالث وزوجته ترانكولينا، وعلى الجهة الأخرى القنطور مع نقش يظهر اسم الفيلق البارثي الأول.

- حملة سيفيروس ألكسندر الساسانيّة (231م) [3]

## وصلات خارجية
- قائمة بالفيالق الرومانية، UNRV (بالإنجليزية)